# Byzantinische Musik
Byzantinische Musik ist die zur Zeit des Byzantinischen Reichs ab der Ernennung Konstantinopels zur Hauptstadt im Jahr 330 bis zur Eroberung dieser Stadt durch die Osmanen 1453 gespielte säkulare und profane Musik. Danach wurden gewisse Traditionen während des Osmanischen Reichs in einer post- oder neubyzantinischen Musik bis ins 19. Jahrhundert weiterhin gepflegt.
Die Kirchenmusik in Byzanz ist relativ gut überliefert (ein Experte für die byzantinische Kirchenmusik war Sebastian Barbu-Bucur (1930–2015)). Von der weltlichen Musik ist dagegen nur wenig bekannt.

## Zeitraum
Die byzantinische Musik basiert auf der griechischen Kultur und Sprache des Späthellenismus, orientalischen Kultureinflüssen und der christlich-orthodoxen Staatsreligion. Die byzantinische Musikepoche endete mit der Einnahme von Konstantinopel durch die Osmanen 1453. Die unter osmanischer Herrschaft weitergeführte christliche Tradition in Kunst und Musik wird als postbyzantinisch bezeichnet und entwickelte sich bis zum 17. oder 18. Jahrhundert. Anfang des 19. Jahrhunderts leiteten die „drei Lehrer“, Bischof Chrysanthos von Madytos († 1846), Churmuzios Chartophylax († 1840) und Gregorios Protopsaltes (1777–1822) Reformen ein, die zu einer als neubyzantinisch bezeichneten Kirchenmusik führten.
Seit 2019 ist der kirchliche byzantinische Gesang in der UNESCO-Liste des immateriellen Kulturerbes der Menschheit enthalten.

## Gesang
Der Gesang hat seinen Ursprung in verschiedenen Gesangstraditionen (griechische, syrische und hebräische), die byzantinische Kirchenmusik selbst ist reine Vokalmusik. Die gesamte Liturgie wurde im Gesang vorgetragen, kein Wort mit der Sprechstimme.
Als alter Gesang wird die Epoche von den Anfängen bis ins 14. Jahrhundert bezeichnet.
In der Epoche des alten Gesangs entstanden die folgenden Hymnenformen:
- Das Troparion – ein einstrophiges Stück, das im 5. Jahrhundert entstanden ist
- Das Kontakion – ein vielstrophiges Stück aus dem 6. Jahrhundert
- Der Kanon – ein aus den neun Cantica und auf derselben Melodie gesungenen dazwischen stehenden Tropi bestehendes Stück, das im 7. bis 9. Jahrhundert entstanden ist.

Der Gesang war syllabisch und hatte wenige Melismen.

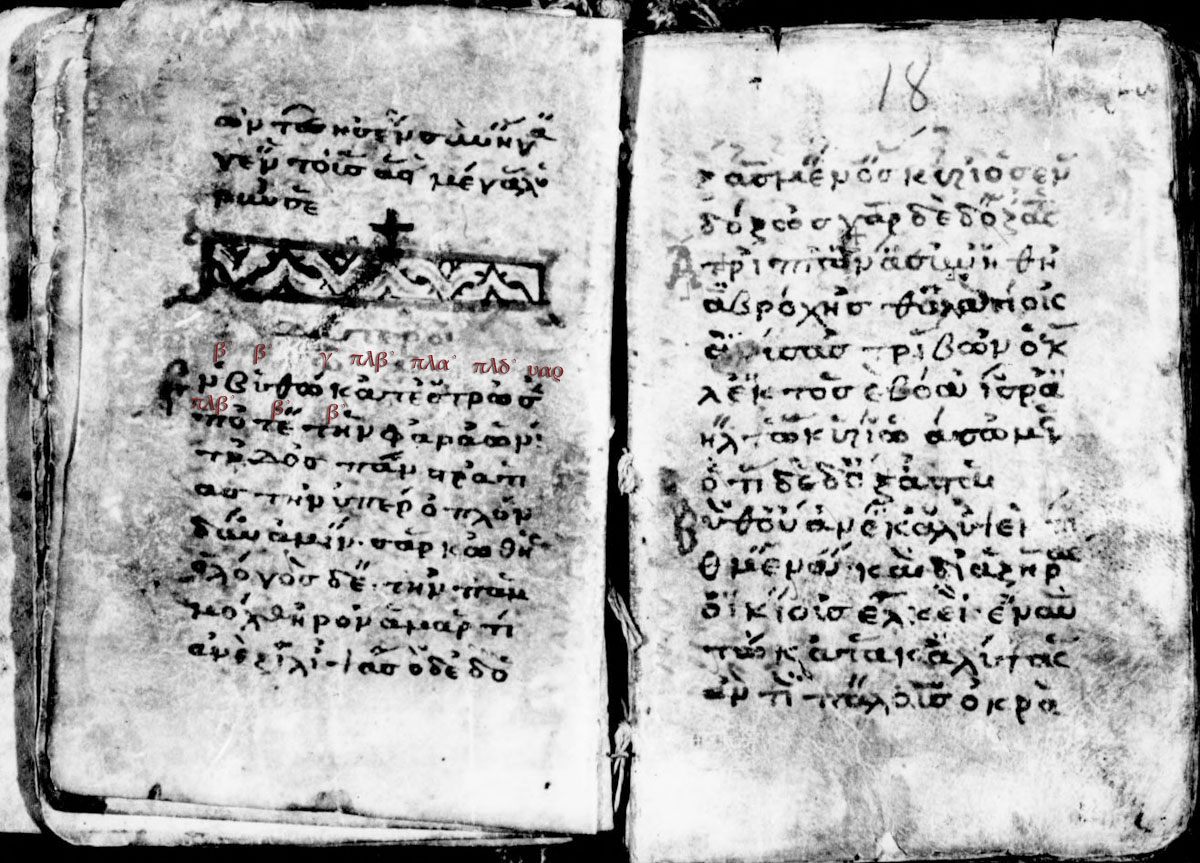
Ein Heirmologion aus dem 12. Jahrhundert von der Sinai-Halbinsel

Diese Stücke wurden nach dem Byzantinischen Bilderstreit (726–843) mit Hilfe von Neumen aufgezeichnet und in liturgischen Büchern wie dem Heirmologion, dem Sticherarion oder dem Kontakarion festgehalten. Zur gleichen Zeit wurde auch die Byzantinische Liturgie festgelegt.
Hymnendichter:
Viele der frühen Hymnendichter waren anonym, hier folgt eine Auswahl der wenigen bekannten:
- Sophronius von Jerusalem – Dichter des Kontakion
- Sergios I. – Dichter des Kontakion
- Romanos Melodos – wichtiger Dichter für das Kontakion
- Andreas von Kreta – Dichter des Kanons
- Johannes von Damaskus – Dichter des Kanons
- Kassia – 50 erhaltene Hymnen

### Mittlerer Gesang
Die Epoche des mittleren byzantinischen Gesangs umfasste das 14. bis 19. Jahrhundert und wurde sehr von dem Hymnendichter Johannes Kukuzeles geprägt. In dieser Zeit nahmen die Melismen in den Gesängen zu.

### Neuer Gesang
Ab der Reform der Drei Lehrer – Bischof Chrysanthos von Madytos, Chartophylax Churmuzios und Protopsaltes Gregorios – im Jahr 1821 wird vom neuen Gesang gesprochen. Es wurde die Notenschrift präzisiert und die vorhandenen Schriften analysiert. Es ist aber umstritten, ob die Reformer die alten Aufzeichnungen zeitgemäß analysiert haben.

## Theorie
Das Tonsystem der Byzantiner gliedert sich in acht Oktoechos, die in der westlichen Musik den Modi entsprechen, aber Unterschiede aufweisen. Als ihr Erfinder gilt Johannes von Damaskus. Fast jede Hymne wurde mit Angabe zur Tonart versehen. Es gibt vier authentische und vier plagale „Echos“:
Authentische Echos (Ambitus; Grundton)
1. Echos (dorisch): d-d'; g
2. Echos (phrygisch): e-e'; h
3. Echos (lydisch): f-f'; c'
4. Echos (mixolydisch): g-g'; d'

Plagale Echos (Ambitus; Grundton)
1. Echos (hypodorisch): A-a; d
2. Echos (hypophrygisch): H-h; e
3. Echos (hypolydisch): c-c'; f
4. Echos (hypomixolydisch): d-d'; g

Diese Echos können auch moduliert werden, um einen Leitton zu erzeugen.
Daneben war den Byzantinern auch die Pentatonik unter dem Namen τροχός (trochós; griechisch für „Rad“), bekannt.

## Musikinstrumente
Musikinstrumente wurden nur in der weltlichen Musik verwendet. So wurde unter anderem die Orgel gespielt, die erst aus Byzanz als Geschenk in das Frankenreich gelangte, wo sie später in der westlichen Kirchenmusik zum Hauptinstrument wurde.

## Neumen

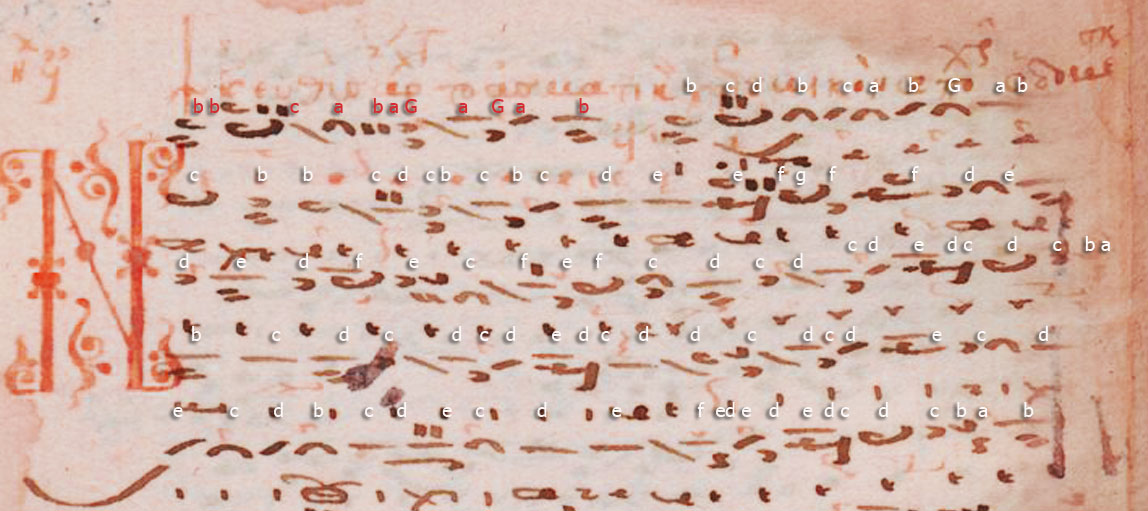
Byzantinische Neumen aus dem 14. Jh. mit moderner Transkription

Die byzantinische Neumenschrift gab es erst seit dem 9. Jahrhundert. Die frühen Neumen (10. Jh. bis 1200) waren nur als Gedächtnisstütze gedacht und sind somit für die heutigen Leser schwer zu lesen. Sie entwickelten sich von den mittleren Neumen (bis zum 15. Jh.) und den späten Neumen zu den modernen während der Reform der Drei Lehrer festgelegten Neumen, die einen nicht so großen Umfang haben.